# Anza
Anza est une ancienne municipalité marocaine qui a été absorbée par la ville d'Agadir en 2003. Initialement devenue commune urbaine en 1992, cette commune était peuplée de 30 291 habitants comprenant 6 211 ménages en 1994.

## Démographie
| 2000  | 2010  | - | - | - | - |
| ----- | ----- | - | - | - | - |
| 2 311 | 3 014 | - | - | - | - |

## Sport
Au niveau du sport, la ville d'Anza a vue la création de son 1er club sportif dans les annèes 1940 dont son équipe de football avait participé en Botola sous l'ère de la LMFA.

Voir : 